# Jan Sariman
Jan K. Sariman (Suriname, 10 december 1938 – Zoetermeer, 11 september 2000) was een Surinaams politicus.

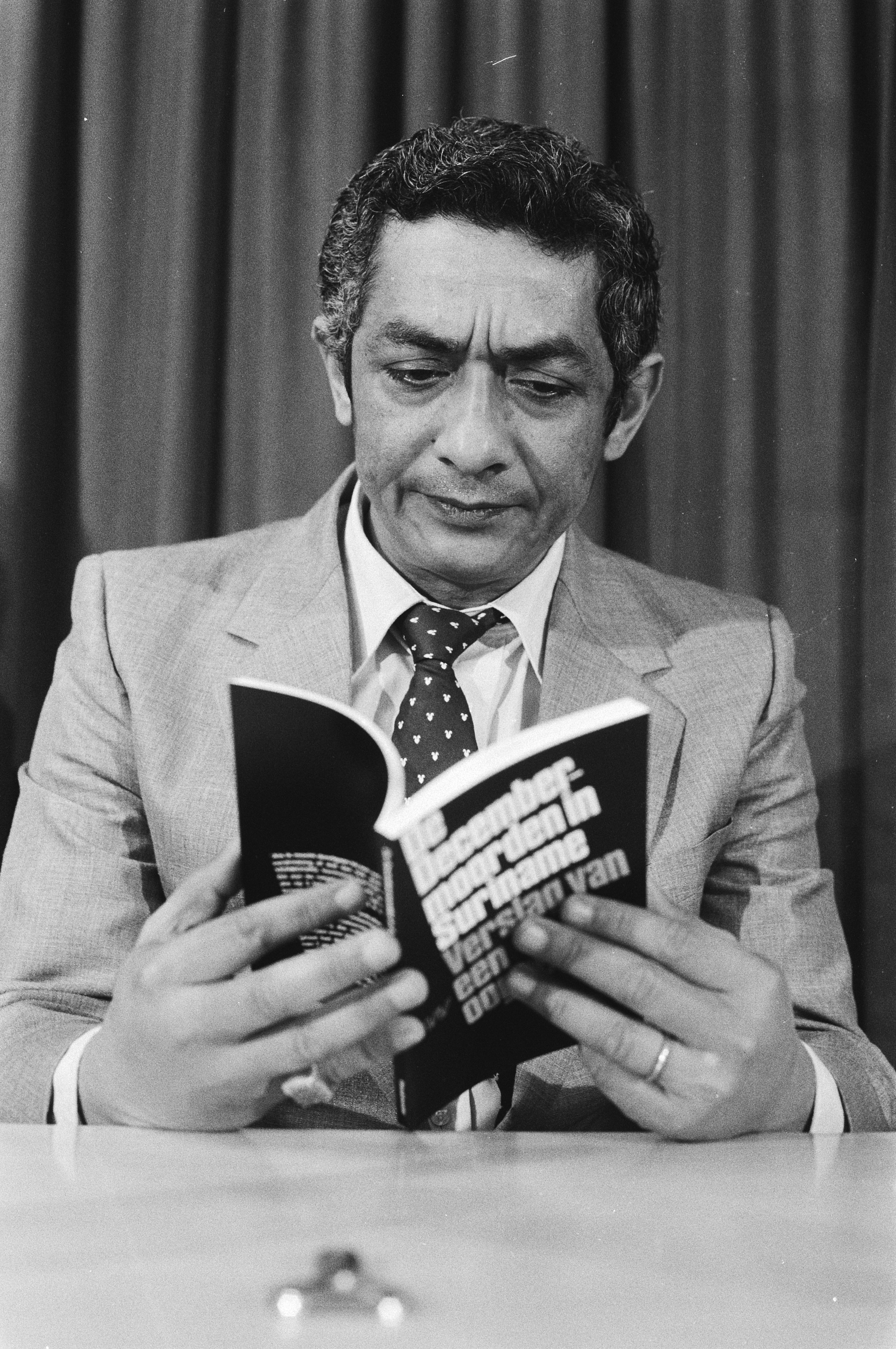
Henk Chin A Sen bij de presentatie van het boek van Jan Sariman

Na de mulo ging hij naar de Surinaamse Rechtsschool om advocaat te worden, maar eerst volgde hij de vijfjarige bestuurlijke richting, daarna de advocatenopleiding die hij, in 1967, vlak voor het einde afbrak. Er waren in dat jaar verkiezingen in Suriname en er werd een nieuwe politieke partij opgericht onder zijn voorzitterschap. Het was de Sarekat Rakjat Indonesia (SRI), een afsplitsing van de (KTPI), de traditionele Javaanse politieke partij in Suriname. In dat jaar werd hij gekozen tot Statenlid van het parlement van Suriname (voorloper van De Nationale Assemblée).
In de periode 1969-1973 droeg de SRI regeringsverantwoordelijkheid in het kabinet-Sedney, met de politieke partijen, VHP/PNP/SRI. Tot 1980 had de SRI een actieve rol in de Surinaamse politiek. Daarna werd Sariman in 1982 de hoogste ambtenaar op het Ministerie van Sociale Zaken.
Tijdens het militair regime onder Bouterse was hij minister van Landbouw en Visserij in het kabinet-Neijhorst (31 maart 1982 - 9 december 1982). Na de Decembermoorden diende Neijhorst zijn ontslag in. In 1983 vluchtte Sariman naar Nederland. Daar verscheen in hetzelfde jaar bij uitgeverij Het Wereldvenster te Bussum het boek De Decembermoorden in Suriname. Dit boek dat gebaseerd zou zijn op voornamelijk mondelinge mededelingen van Roy Horb, verscheen anoniem, maar was geschreven door Sariman. Het werd van een nawoord voorzien door Henk Chin A Sen. Het boek is een van de dossierstukken bij het proces over de Decembermoorden dat op 30 november 2007 is begonnen.
In Nederland was Sariman jarenlang intensief betrokken bij diverse Surinaams-Javaanse belangenorganisaties. Als penningmeester van de Beheersstichting Samenwerkingsverbanden Etnische Minderheden (BSEM) verduisterde hij ongeveer 300.000 gulden subsidiegelden, die hij gebruikt zou hebben voor eigen investeringen in projecten in Commewijne. Zijn advocaat verklaarde later dat Sariman had gehoopt dat deze investeringen geld zouden opleveren, waarna hij het verduisterde bedrag zou terugbetalen aan de stichting. Op 12 september 2000 moest Sariman terechtstaan voor de rechtbank in Utrecht, maar aan de vooravond van het proces pleegde hij op 61-jarige leeftijd zelfmoord. Hij had reeds een bekentenis afgelegd. De affaire zou hem zwaar hebben aangegrepen en de publiciteit erover zou hem te veel zijn geworden.